# Specchia
Specchia (fino al 1873 chiamata Specchia De' Preti) è un comune italiano di 4 498 abitanti della provincia di Lecce in Puglia. Fa parte dell'Unione dei comuni Terra di Leuca.

## Geografia fisica
Situato nel basso Salento, a 53 km dal capoluogo provinciale, fa parte del club I borghi più belli d'Italia. Nel 2007 il comune è stato riconosciuto come migliore destinazione rurale emergente in Italia del Progetto Eden.

### Territorio
Il comune di Specchia, che si estende per 24,74 km², è situato nell'entroterra del basso Salento a metà strada tra il mare Ionio e il mare Adriatico. L'abitato sorge a 131 metri sul livello del mare, su una piccola altura ai piedi della Serra Magnone quasi completamente coltivata ad ulivi ed organizzata in terrazzamenti su muretti a secco di contenimento. Il territorio del comune risulta compreso tra i 97 e i 189 metri s.l.m. ed è caratterizzato dalle tipiche costruzioni rurali delle pajare. Il comune comprende anche la località di Cardigliano, un villaggio agricolo costruito in epoca fascista (1930) per la lavorazione del tabacco.
Confina a nord con il comune di Miggiano, a est con il comune di Tricase, a sud con i comuni di Alessano e Presicce-Acquarica, a ovest con il comune di Ruffano.
- Classificazione sismica: zona 4 (sismicità molto bassa), Ordinanza PCM n. 3274 del 20/03/2003

### Clima
Dal punto di vista meteorologico Specchia rientra nel territorio del basso Salento che presenta un clima prettamente mediterraneo, con inverni miti ed estati caldo umide. In base alle medie di riferimento, la temperatura media del mese più freddo, gennaio, si attesta attorno ai +15,6 °C, mentre quella del mese più caldo, agosto, si aggira sui +30 °C. Le precipitazioni medie annue, che si aggirano intorno ai 288 mm.
Facendo riferimento alla ventosità, i comuni del basso Salento risentono debolmente delle correnti occidentali grazie alla protezione determinata dalle serre salentine che creano un sistema a scudo. Al contrario le correnti autunnali e invernali da sud-est, favoriscono in parte l'incremento delle precipitazioni, in questo periodo, rispetto al resto della penisola.
| Specchia                   | Mesi | Mesi | Mesi | Mesi | Mesi | Mesi | Mesi | Mesi | Mesi | Mesi | Mesi | Mesi | Stagioni | Stagioni | Stagioni | Stagioni | Anno |
| Specchia                   | Gen  | Feb  | Mar  | Apr  | Mag  | Giu  | Lug  | Ago  | Set  | Ott  | Nov  | Dic  | Inv      | Pri      | Est      | Aut      | Anno |
| -------------------------- | ---- | ---- | ---- | ---- | ---- | ---- | ---- | ---- | ---- | ---- | ---- | ---- | -------- | -------- | -------- | -------- | ---- |
| T. max. media (°C)         | 17,0 | 18,3 | 20,7 | 24,1 | 28,9 | 31,2 | 34,6 | 35,6 | 33,2 | 29,9 | 23,3 | 18,6 | 18,0     | 24,6     | 33,8     | 28,8     | 26,3 |
| T. min. media (°C)         | 14,2 | 15,1 | 18,0 | 19,2 | 20,6 | 22,8 | 23,7 | 24,0 | 24,0 | 20,1 | 17,2 | 14,8 | 14,7     | 19,3     | 23,5     | 20,4     | 19,5 |
| Precipitazioni (mm)        | 25   | 29   | 32   | 22   | 17   | 12   | 5    | 8    | 33   | 41   | 44   | 20   | 74       | 71       | 25       | 118      | 288  |
| Umidità relativa media (%) | 79,0 | 78,9 | 78,6 | 77,8 | 75,7 | 71,1 | 68,4 | 70,2 | 75,4 | 79,3 | 80,8 | 80,4 | 79,4     | 77,4     | 69,9     | 78,5     | 76,3 |

- Classificazione climatica di Specchia:[7]
  - Zona climatica: C
  - Gradi giorno: 1367

## Origini del nome
Il nome del paese deriva dal latino specula, luogo artificiosamente sollevato. Infatti trae origine dalle specchie, cumuli di pietra a forma conica che i Messapi utilizzavano come punto di avvistamento e difesa o come sistema di demarcazione territoriale. In alcuni documenti fino al XVIII secolo è riportato il nome di Specla Presbiterorum; secondo mons. Giuseppe Ruotolo l'appellativo è dovuto al fatto che il paese appartenne in prevalenza a sacerdoti regolari e secolari. Nel Medioevo compare anche come Specla de Amygdalis, termine trasformato poi in Specchia Mendolia, con riferimento agli alberi di mandorlo molto diffusi nella zona. Da qui si collega anche la leggenda della fondazione di Specchia dalla matrona romana Lucrezia Amendolara.

## Storia
La posizione di predominio su una collina, in un territorio piatto, e la lontananza dal mare (al riparo dalle scorrerie Saracene) determinarono una crescita esponenziale della popolazione nel Medioevo. Le notizie certe riguardanti l'insediamento abitativo di Specchia risalgono al periodo normanno e all'inizio dell'età feudale. Come tutti i paesi del Salento è stato possedimento feudale di numerose famiglie, dagli Orsini Del Balzo ai Ligorio, fino al 2 agosto 1806, data di eversione della feudalità.

### Date fondamentali
- IX secolo, risale probabilmente a questo periodo il primo piccolo insediamento di contadini e pastori venuti ad occupare un luogo abbastanza elevato e lontano dal mare da essere considerato al riparo dalle frequenti scorrerie saracene.
- 1189, Tancredi d'Altavilla, conte di Lecce, è incoronato a Palermo re di Sicilia. Con la venuta dei Normanni ha inizio l'era feudale per la Terra d'Otranto. Specchia entra a far parte della Contea di Lecce e viene infeudata a Filiberto Monteroni.
- 1269, dopo la battaglia di Benevento Carlo d'Angiò concede a Rodolfo D'Alnay la Contea di Alessano comprendente anche Specchia. L'ultima della dinastia, Caterina, nel 1325 sposa Beltrando del Balzo.
- 1414, la Regina Giovanna II di Napoli, invidiosa della potenza degli Orsini del Balzo, invia nel Salento un esercito con a capo Luigi III d'Angiò e Giacomo Caldora, famoso capitano di ventura. Negli anni 1434-35, sotto il governo di Giacomo del Balzo, la roccaforte di Specchia è cinta d'assedio dal Caldora, espugnata e distrutta. Nel 1976, in seguito a lavori di scavo nel giardino adiacente alla Chiesa di San Nicola, sono state rinvenute fosse comuni con scheletri di grande corporatura, forse appartenenti ai guerrieri uccisi durante l'assedio.
- 1452, Raimondo del Balzo ottiene dal re di Napoli e di Sicilia, Alfonso I d'Aragona, di ripopolare Specchia. Vengono così riedificati il castello e le mura[9], e  più tardi il borgo divenne sede preferita dai fuggiaschi dei centri costieri, terrorizzati dai Turchi dopo la loro presa di Otranto (1480). Successivamente il feudo passò ai Di Capua. Successivamente il marchesato passò ai Brajda, ai Trane, ai Protonobilissimo ed infine ai dè Liguoro fino al 1806.
- XVII secolo si rileva la presenza di una piccola comunità ebraica, particolarmente importante perché in controtendenza rispetto al resto del Regno delle Due Sicilie in quanto detiene proprietà terriere e non dedita all'attività dell'usura e dunque esente da tasse regie.
- 1860, 21 ottobre nel Regno di Napoli si svolge il Plebiscito che sancisce la sua annessione al Regno d'Italia.

### Simboli
Nello statuto comunale lo stemma è così descritto:
(Art. 6 dello Statuto comunale)
Profilo araldico del gonfalone:
(Art. 6 dello Statuto comunale)

## Monumenti e luoghi d'interesse

### Architetture religiose

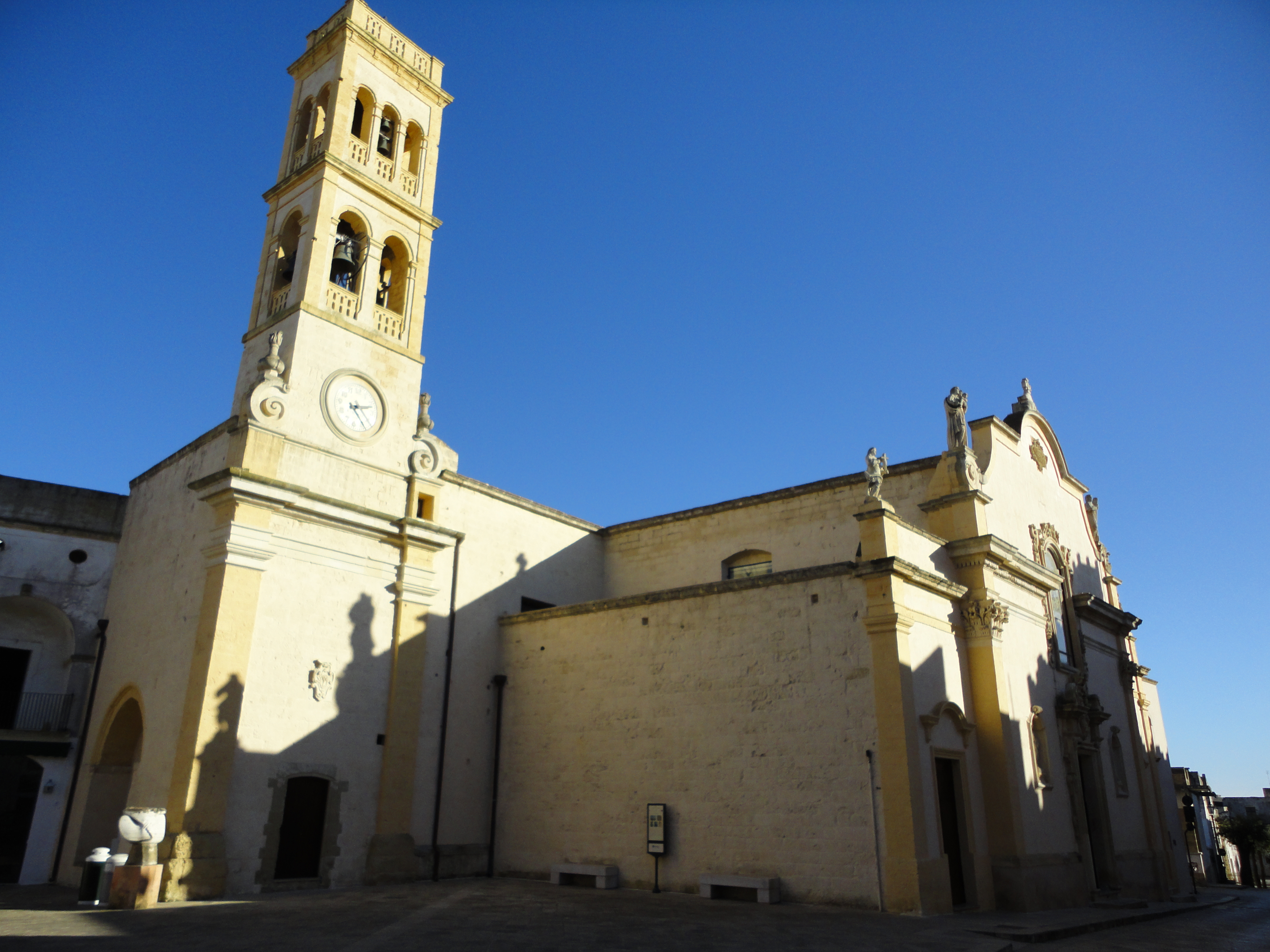
Chiesa madre

#### Chiesa della Presentazione della Beata Vergine Maria
L'impianto originario della chiesa madre, dedicata alla Presentazione della Beata Vergine Maria, risale al XV secolo. L'attuale pianta a croce latina è il risultato di una serie di rimaneggiamenti e ampliamenti intercorsi tra Seicento e Novecento. In principio l'edificio era costituito da un'unica navata, con orientamento N-S, corrispondente all'attuale transetto.
Nel 1605 venne realizzata l'abside in blocchi di pietra leccese finemente intagliati, nonché l'altare dell'Annunziata, anch'esso in pietra leccese, in stile barocco. Nel Settecento furono rifatte la navata centrale e la facciata. Dopo la seconda guerra mondiale, al corpo centrale, furono aggiunte le due navate laterali con il conseguente allargamento della facciata. I pilastri sono in pietra leccese stuccati alla veneziana, mentre gli archi trionfali sono decorati con motivi floreali.
Il campanile fu edificato nel 1945 in sostituzione dell'antica torre campanaria del 1568 demolita perché pericolante. La facciata si presenta con un elegante portale sormontato dall'effigie di San Nicola, protettore del paese. Ai lati, le due nicchie ospitano le statue degli apostoli Pietro e Paolo. 

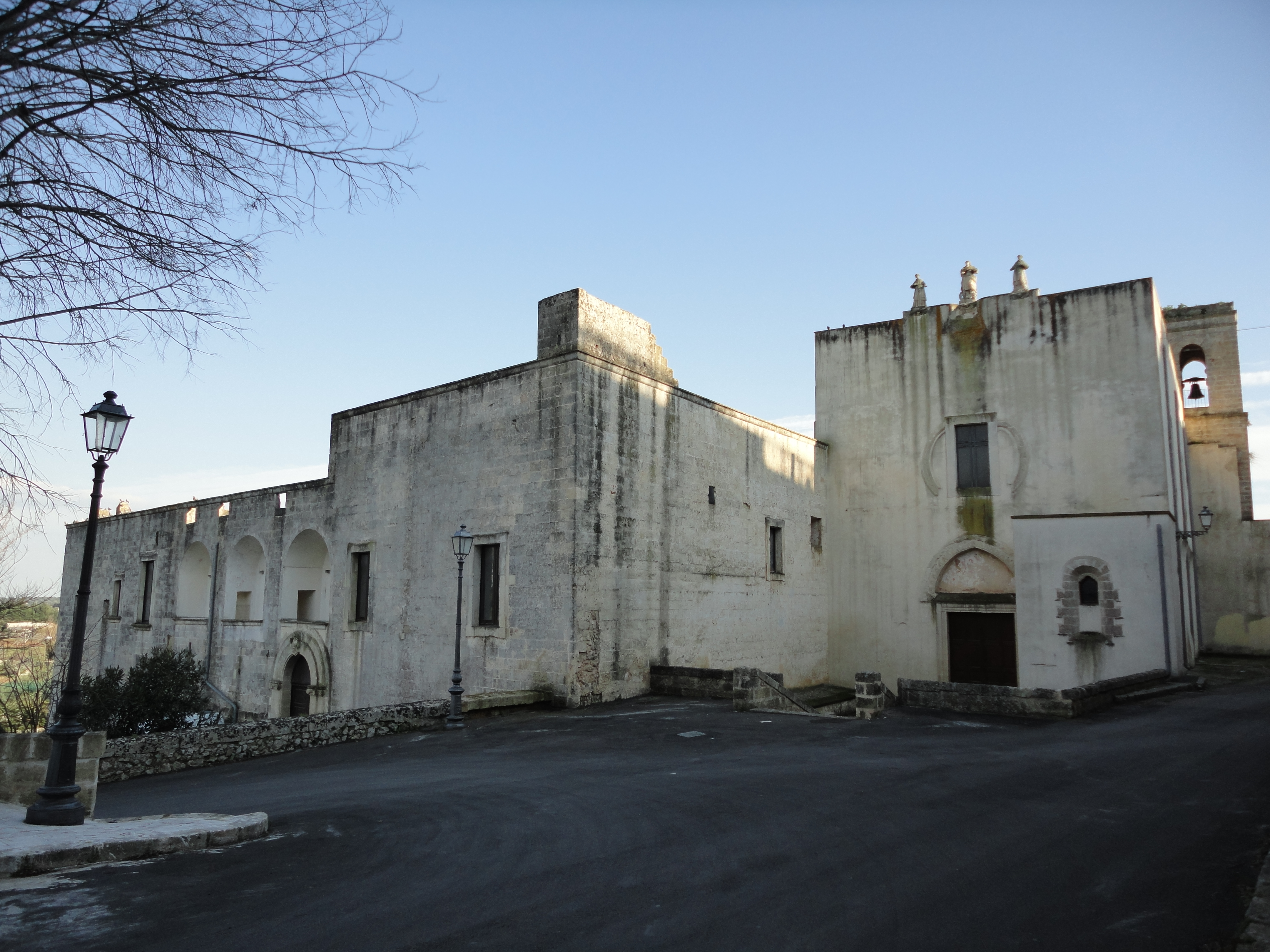
Chiesa dei Francescani Neri

#### Chiesa e Convento dei Francescani Neri
La costruzione della chiesa e del convento dei Francescani Neri risale al 1531. Si svolse nel convento il Capitolo dei Francescani Neri, come riportato in un'iscrizione e a quegli anni si deve la trasformazione della chiesa e del convento. La chiesa subì le prime modifiche e il convento venne ampliato.
La chiesa presenta delle rifiniture gotiche con tracce antiche di un arco a sesto acuto sulla porta della facciata, sicuramente adattato successivamente. L'interno è a navata unica. Nel 1532 venne edificata la cappella dedicata a Santa Caterina d'Alessandria, addossata al lato destro della facciata principale. La cappella è interamente affrescata con scene della vita di Santa Caterina e del suo martirio e con le raffigurazioni dei Santi Medici e del martirio di Sant'Agata. Dal coro si accede a una cripta sotterranea di origine basiliana sorretta da 36 colonnine su quattro linee e contenente tracce di affreschi bizantini.
L'edificio sacro fu rinnovato nel Settecento secondo il gusto barocco dell'epoca. Sul muro a sinistra della facciata è presente un altorilievo in pietra leccese raffigurante probabilmente un componente dei Protonobilissimo che contribuì all'edificazione della chiesa.
Dopo la soppressione degli ordini religiosi, il convento subì numerose trasformazioni e fu adibito nel 1885 ad educandato femminile dalle Figlie della Carità e nel 1945 trasformato in orfanotrofio. Fu definitivamente chiuso nel 1980. 

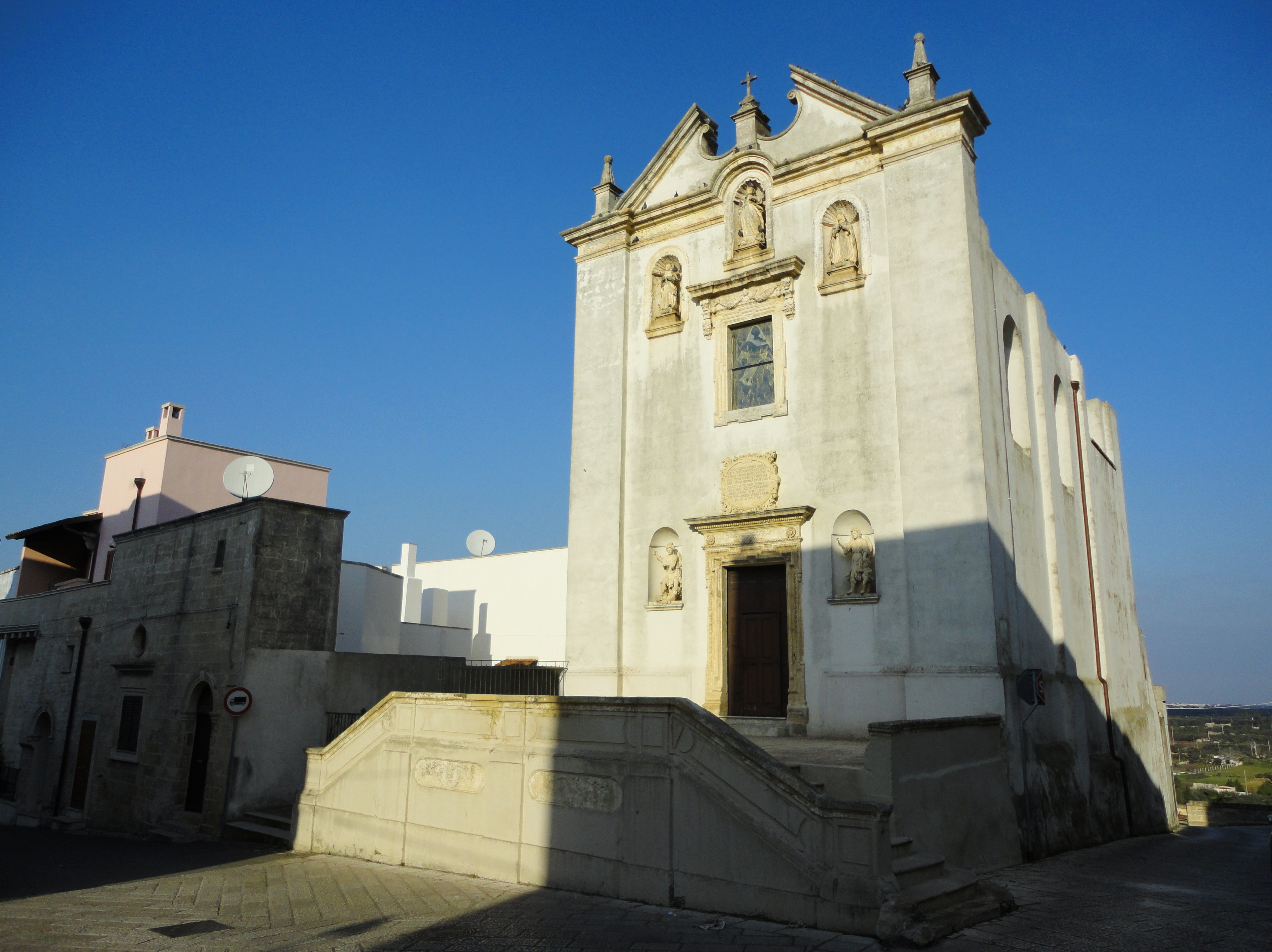
Chiesa dell'Assunta

#### Chiesa dell'Assunta
La chiesa della Madonna Assunta è una costruzione seicentesca situata nei pressi dell'antica Porta del Foggiaro o Porta Lecce. All'edificio posto in posizione elevata rispetto al piano stradale, si accede con un sistema di rampe simmetriche ma non allineate al fronte della chiesa. La facciata è scandita da un sistema di nicchie e da aperture ed è coronata da trabeazione e timpano di gusto barocco. L'interno è ad aula unica con transetto privo di braccio destro.

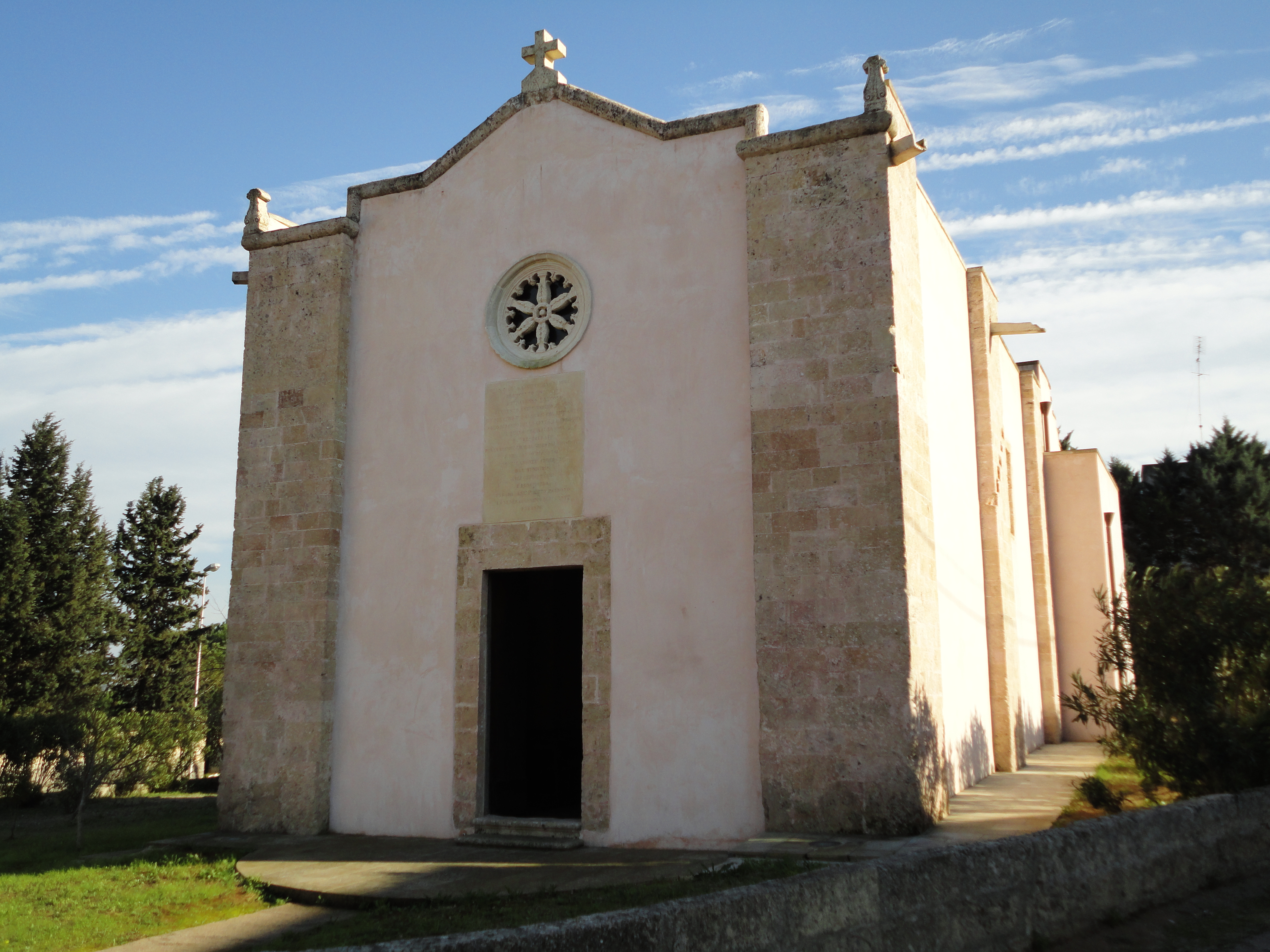
Chiesa di San Nicola

#### Chiesa di San Nicola di Mira
La chiesa di San Nicola di Mira risale probabilmente all'XI secolo e costituisce, insieme alla vicina chiesa di Sant'Eufemia, una delle testimonianze medievali del territorio. Orientata secondo l'asse sud/est - nord/ovest, che apparentemente si discosta dalla consuetudine dell'uso bizantino, che disponeva l'abside della chiesa verso oriente perché da quel punto nasce il sole, la chiesa era consacrata ed officiata secondo il rito greco-bizantino fino alla fine del XVII secolo. La collocazione precisa è quella da cui sorge il sole nel giorno in cui si celebra la festa del Santo al quale la chiesa è dedicata. San Nicola viene festeggiato il 6 dicembre, data molto vicina al solstizio stagionale, per cui il sole sorge molto basso e solo quando è quasi a sud i suoi raggi colpiscono l'altare. Ciò spiega tale orientamento e conferma la sua origine bizantina.
Interamente restaurata nel Cinquecento e convertita al rito latino, la chiesa conserva una lapide nella quale si fa riferimento alla sua antica origine. Nel 1587 subì radicali trasformazioni: il tetto a doppia capriata fu sostituito con l'attuale volta a crociera in conci di pietra calcarenitica (tufo), come si evince dalla chiave di volta che reca inciso, oltre la data, anche lo stemma di Specchia. L'impianto della chiesetta è estremamente lineare. La struttura è costituita da un'unica navata con abside; probabilmente, l'abside originaria fu sostituita con l'attuale, molto più grande. Sei pilastroni disegnano la struttura portante e scandiscono lo spazio interno in due parti; sul prospetto principale un elegante rosone è incorniciato da un frontone triangolare.
La chiesa è stata oggetto di un recente restauro che ha permesso di recuperare un semifresco della Madonna in trono col Bambino, di scuola cinquecentesca, collocato in una delle quattro nicchie presenti. Nelle altre tre nicchie sono state invece realizzate icone di stile bizantino. L'altare maggiore (1762) è in pietra leccese sormontato dalla statua monolitica di San Nicola di epoca precedente.

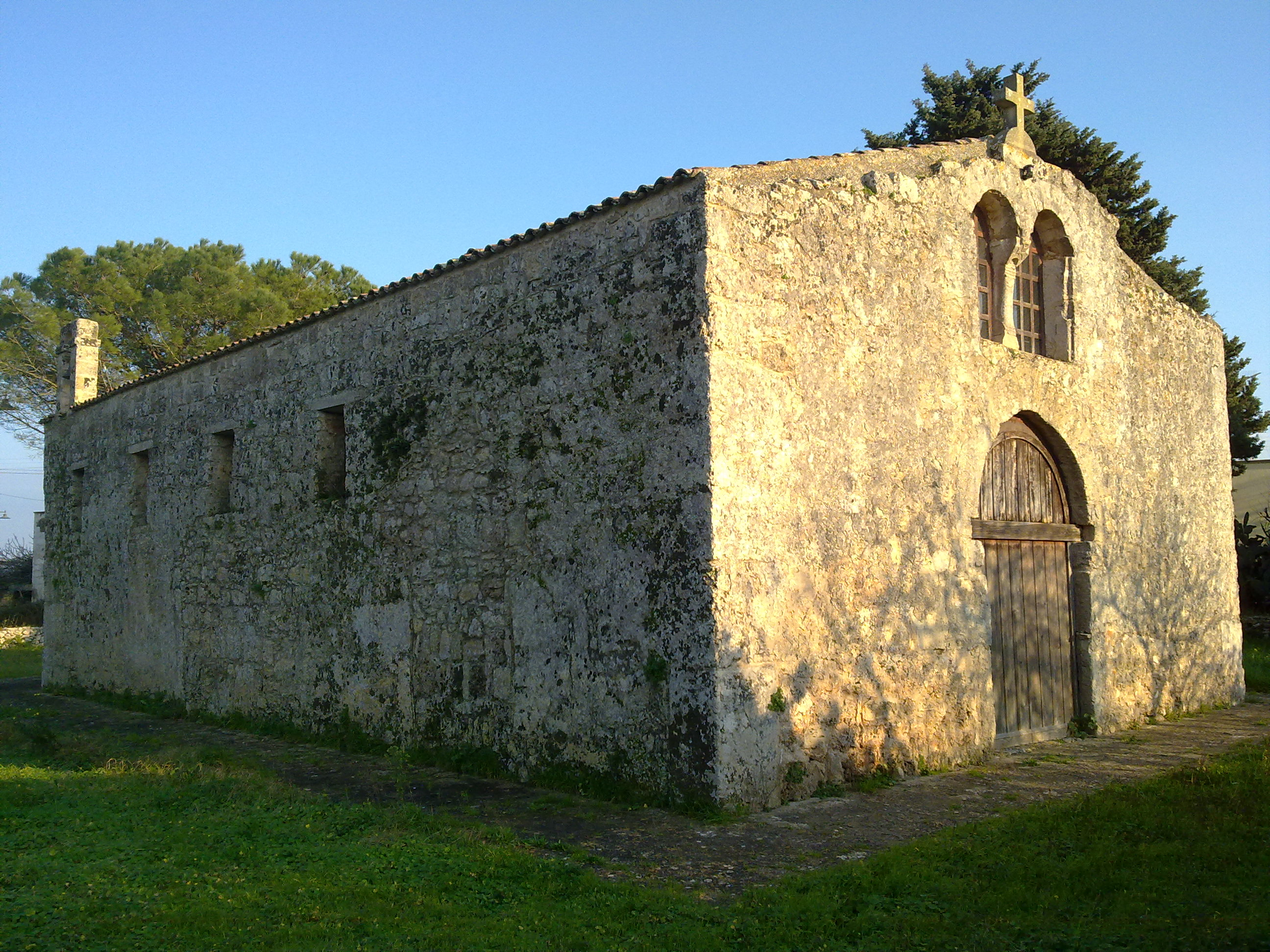
Chiesa di Sant'Eufemia

#### Chiesa di Sant'Eufemia
La chiesa di Sant'Eufemia fu eretta nel IX-X secolo durante la dominazione bizantina del Salento. Sorge nei dintorni dell'antico casale Grassi, oggi scomparso.
L'edificio presenta una facciata a doppio spiovente con portale ad arco a tutto sesto. Il portale è sormontato da una bifora divisa da un'esile colonnina con capitello tronco-piramidale su cui è scolpita una croce lobata, tipica dell'iconografia orientale. L'abside è disposto verso oriente secondo l'uso bizantino. La chiesa ha pianta rettangolare mentre l'abside, costituito da blocchi regolari di pietra locale, è di forma poligonale. Su di esso si apre una grande bifora che illumina l'edificio insieme ad altre piccole finestre quadrangolari poste sulle pareti laterali. L'interno è a tre navate delimitate al centro da colonne monolitiche che reggono archi a tutto sesto, i quali sui muri perimetrali sono sorretti da pilastri monolitici. È presente una grande statua in pietra raffigurante Sant'Eufemia.

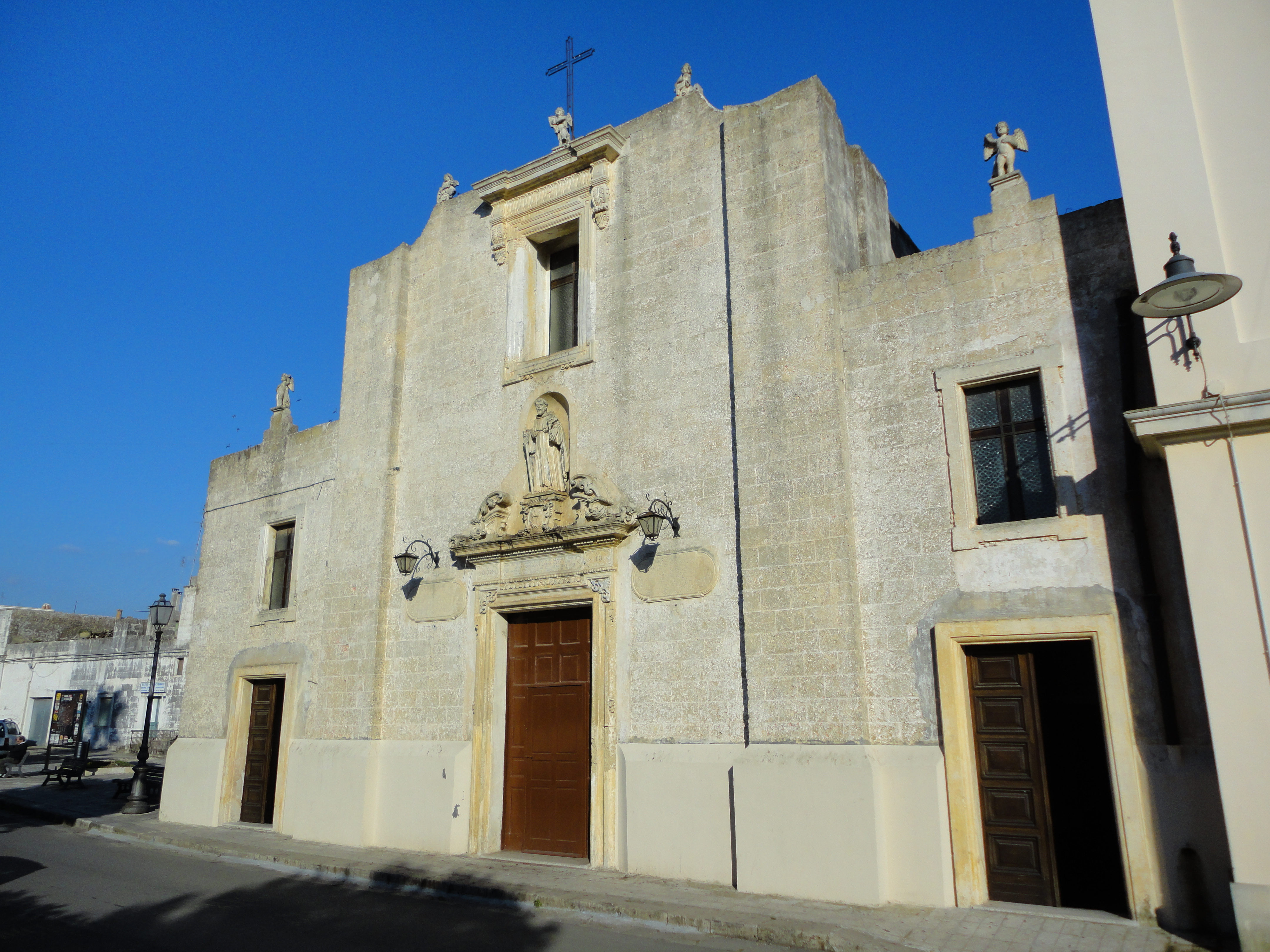
Chiesa dei Domenicani

#### Chiesa di Sant'Antonio e convento dei Domenicani
La chiesa annessa al convento dei Domenicani, ora sede della Confraternita di Sant'Antonio e della Santissima Trinità, risale alla fine del XVII secolo come informano lapidi ed iscrizioni presenti. La facciata, sobria e lineare, anticipa la suddivisione in tre navate dell'interno. Sul portone dell'ingresso principale vi è un'iscrizione che riporta la data 1701, ai lati due lapidi hanno la data del 1727. L'edificio custodisce sei altari laterali dedicati a San Luigi, a San Tommaso d'Aquino, a San Rocco, a San Domenico di Guzmán, a Sant'Antonio da Padova e alla Madonna del Rosario. 

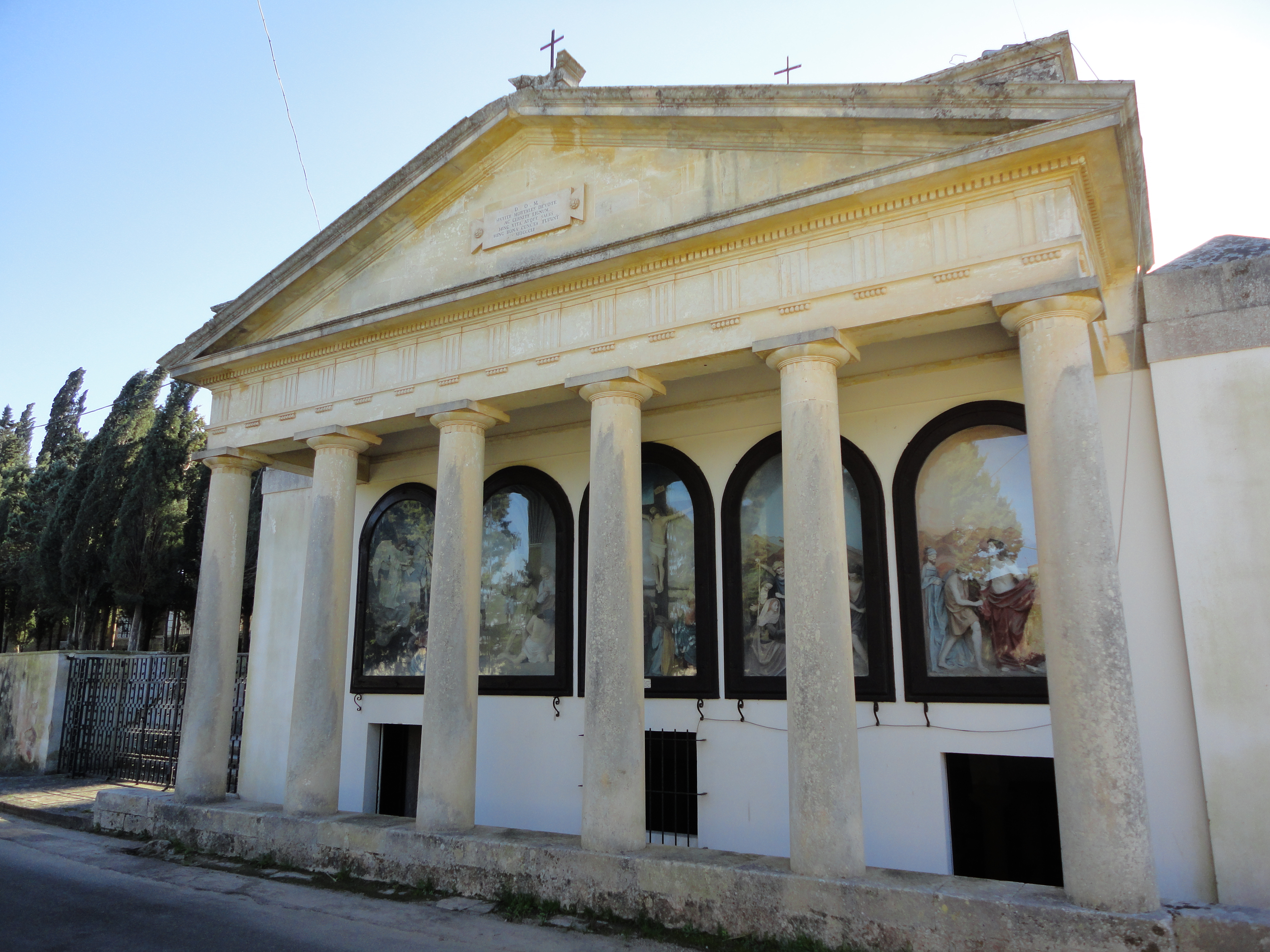
Chiesa Madonna del Passo

Contiguo alla chiesa è il convento che nel corso degli anni fu trasformato in palazzo municipale con l'aggiunta di un fronte edilizio adeguato al nuovo ruolo di pubblico palazzo, e successivamente in centro per anziani.

#### Chiesa della Madonna del Passo
La chiesa della Madonna del Passo ha origini bizantine, essendo una laura basiliana. Scoperta nel XVI secolo, fu trasformata in chiesa alla fine del Cinquecento. Di forma quadrangolare, ospita due altari laterali e un altare centrale sormontato da un baldacchino delimitato da colonne. L'altare centrale, di stile tardo rinascimentale, è impreziosito da un dipinto della Madonna col Bambino. Le pareti dell'ipogeo presentano tracce di antichi affreschi. Esternamente, sulla chiesa-cripta, nel 1851 è stato edificato un Calvario.

### Architetture civili

#### Castello Risolo

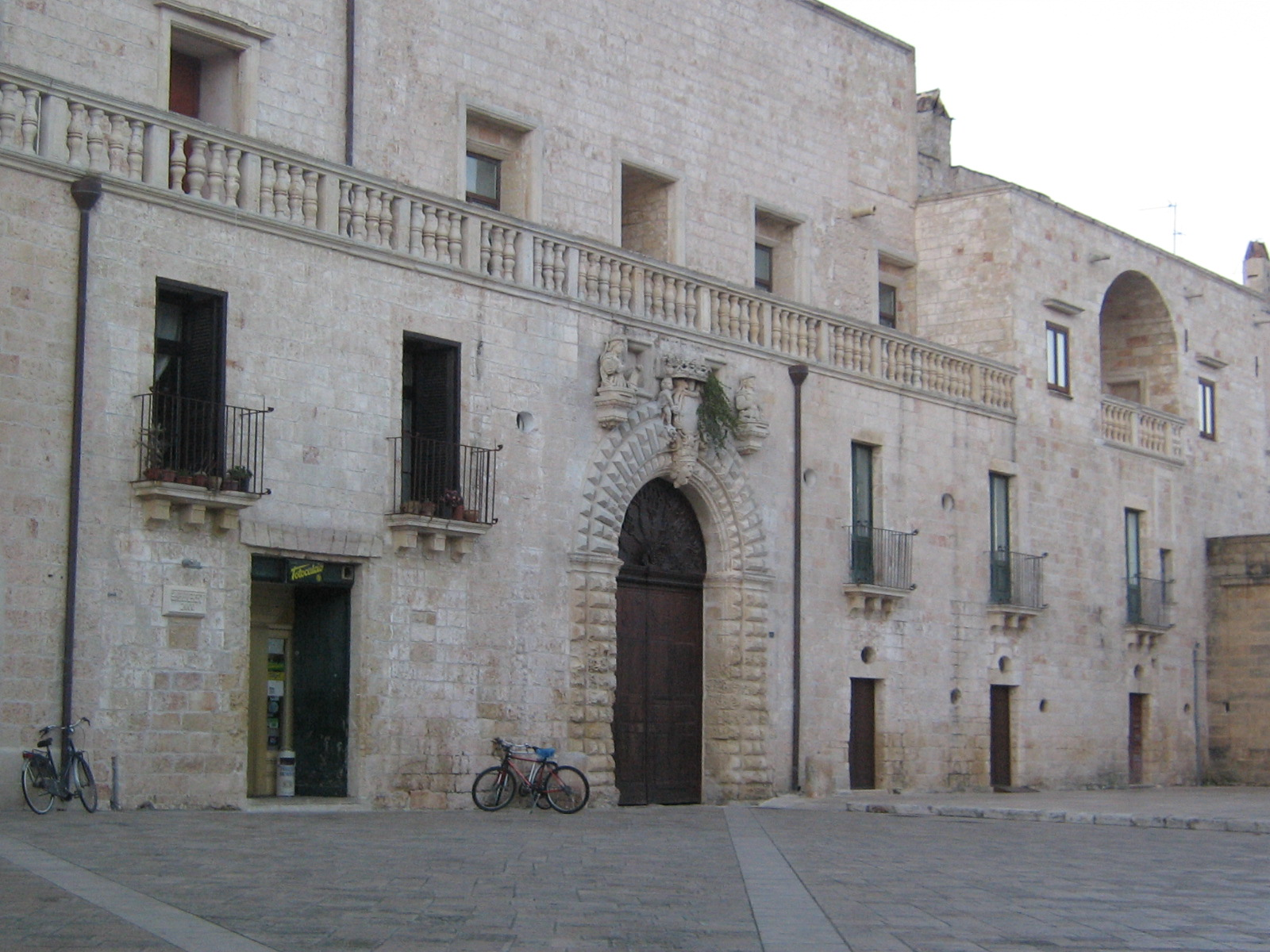
Dettagli architettonici del Castello

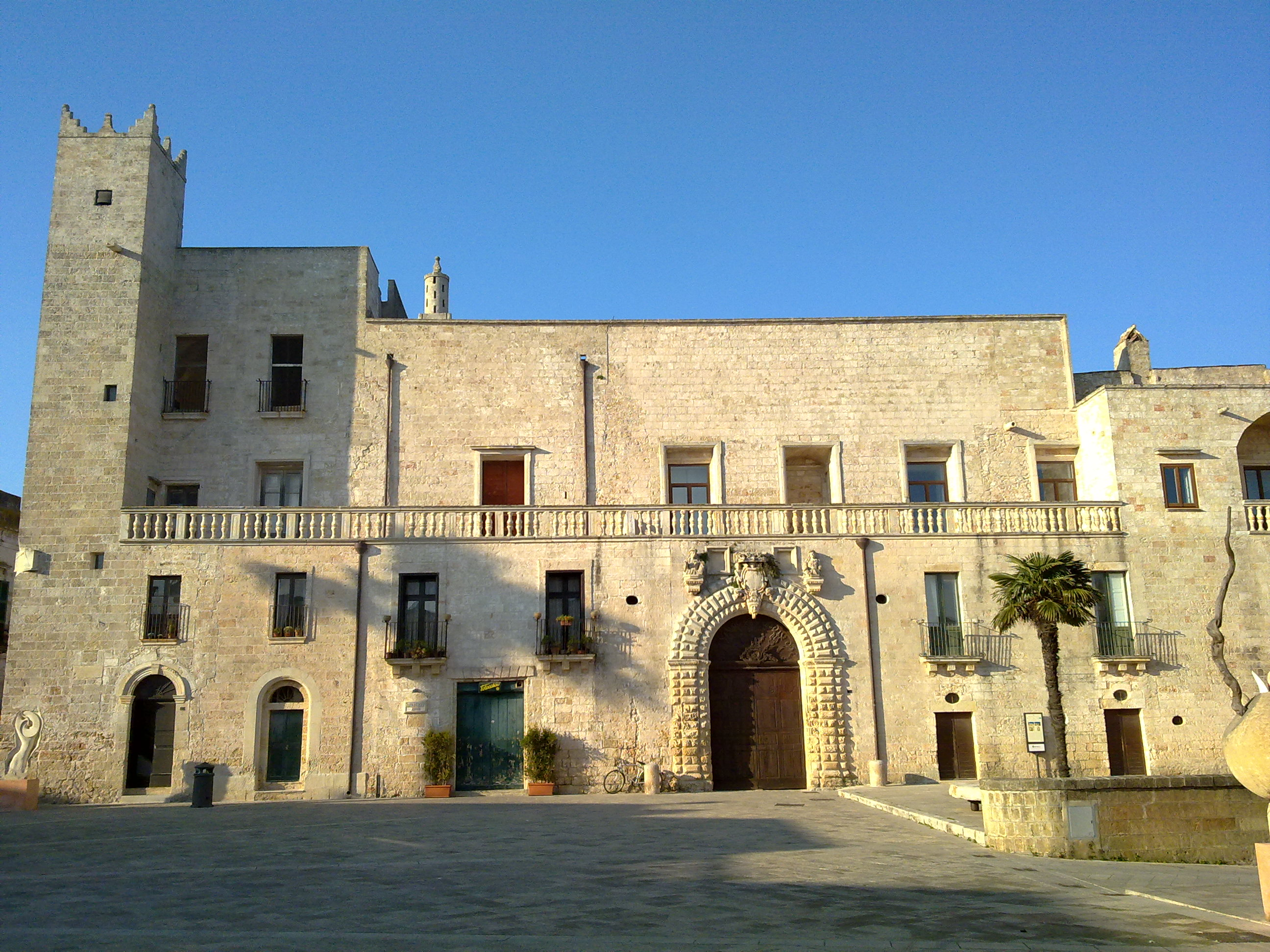
Palazzo Risolo

Castello Risolo, situato nel cuore del centro storico, è una costruzione trasformata nei secoli, a partire dal Medioevo. Il sito, in virtù della posizione strategica, fu occupato sin dall'età medievale da un castello. Tutt'intorno, una possente cinta muraria proteggeva il piccolo abitato.
Nella prima metà del XV secolo la città venne conquistata e distrutta, nell'ambito delle numerose e sanguinose battaglie per la conquista del Regno di Napoli. Verso la metà del Quattrocento il Borgo venne munito nuovamente di un castello tanto da ospitare nelle sue stanze nel 1487 Alfonso duca di Calabria con il suo seguito. L'edificio attuale è il risultato di una serie di rimaneggiamenti intercorsi tra XV e XVIII secolo.
Il palazzo si presenta a pianta quadrata, articolato intorno a un ampio cortile interno e dominato da una grande torre merlata angolare.
La facciata, disposta su due ordini, è attraversata da un'elegante balaustra. Al centro si colloca il portale a bugnato sormontato dallo stemma nobiliare e dai busti di Desiderio Protonobilissimo, principe di Muro Leccese, e la moglie Margherita Trani, feudatari di Specchia nel Settecento e artefici della definitiva trasformazione della struttura fortificata in dimora signorile.

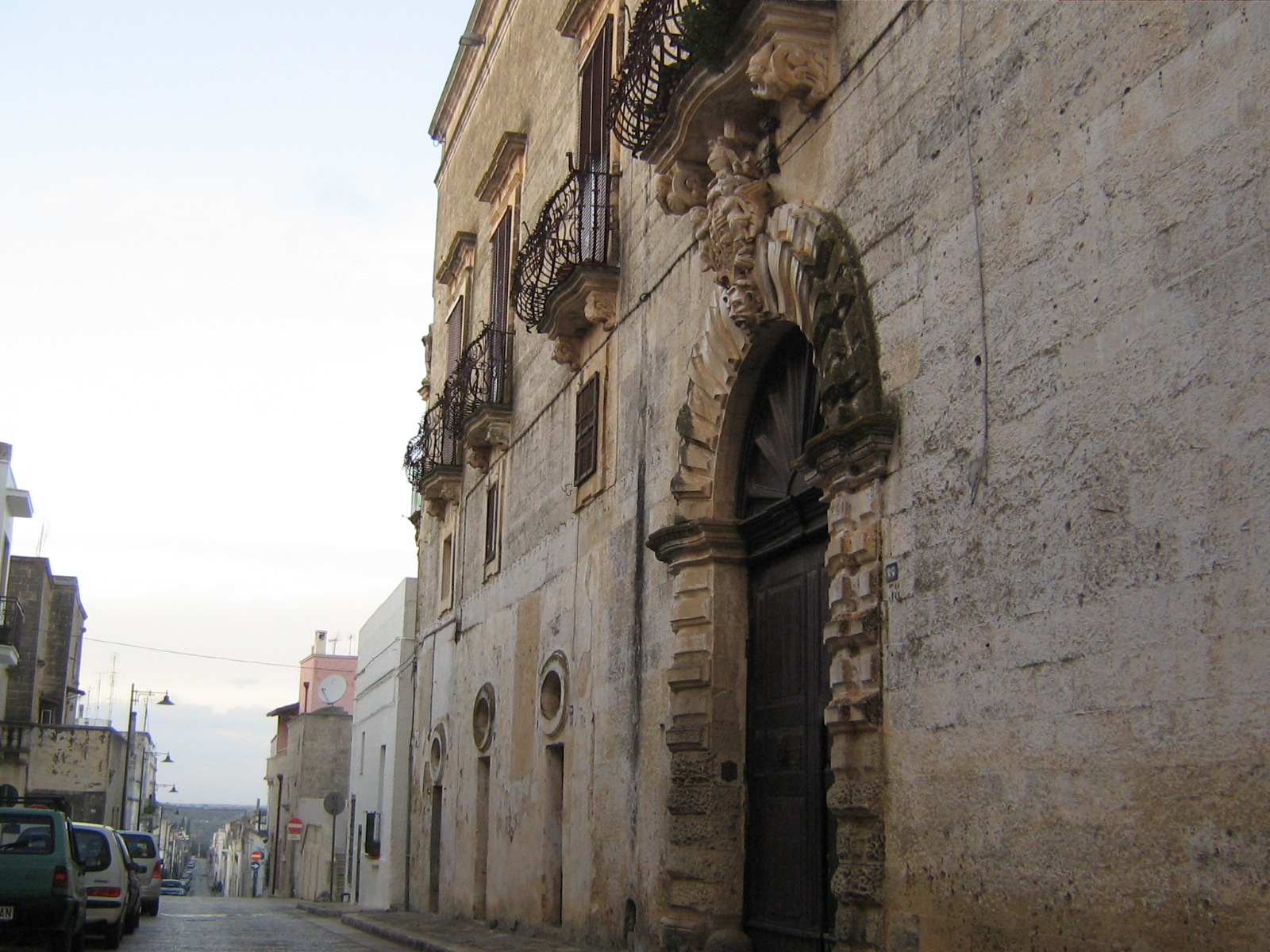
Portale di un palazzo alla via Umberto I, 38

#### Altri palazzi
Palazzo Balsamo
Fu costruito nel XVI secolo e diviso successivamente nelle proprietà di Panese–Carbone. Le varie sistemazioni risalgono al 1720.
Palazzo Coluccia
Edificato agli inizi del XX secolo dalla famiglia Coluccia, fu centro economico e sociale del paese per diverse decadi, includendo al suo interno stabilimenti di lavorazione e produzione di tabacco, cereali, vino, formaggi. Fu abitazione del podestà di Specchia cav. Gennaro Coluccia. 
Palazzo Teotini
Palazzo Teotini è una costruzione di fine Cinquecento con rifacimenti tardo ottocenteschi.
Palazzo Baronale Ripa

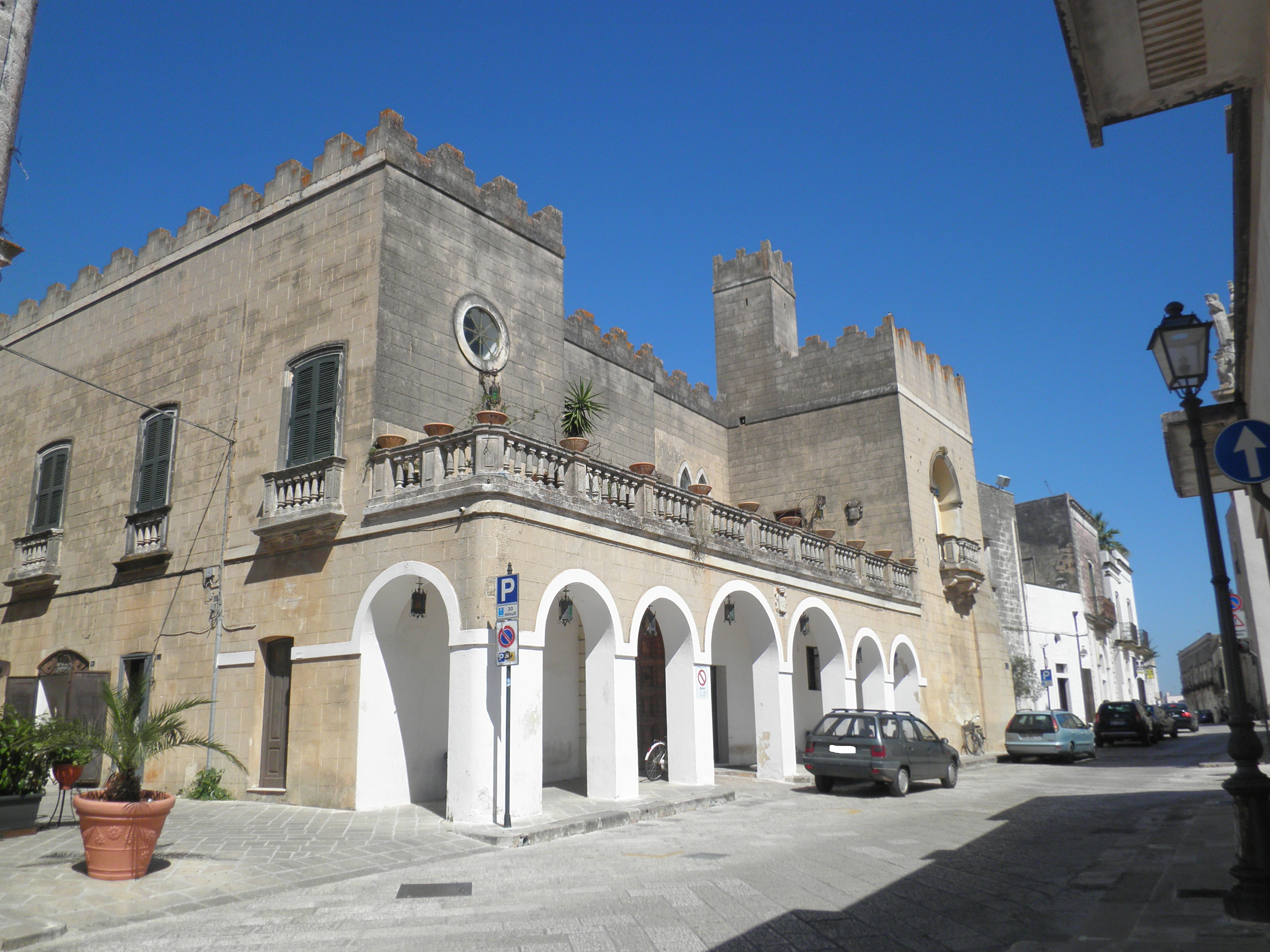
Palazzo Ripa

Il palazzo Baronale risalente al XVII secolo fu costruito a ridosso di una delle antiche Porte della Città (Porta Leuca). Nel 1900 i proprietari del Palazzo hanno disposto la costruzione del portico acquistando lo spazio necessario dal Comune, il quale ha permesso il lascito demaniale riservando ad uso pubblico il loggiato sottostante che è divenuto un abitudinario luogo di ritrovo. Nel 1959, il palazzo fu venduto dagli eredi del Barone Ripa al dr. Antonio Longo.
Palazzo Orlandi-Pisanelli
Palazzo Pisanelli (ex Orlandi) sorge a ridosso della Chiesa della Madonna Assunta e risale alla fine del XVII inizi del XVIII secolo.
Palazzo Orlandi-Pedone
Palazzo Pedone risale al XVIII secolo e fu costruito dalla famiglia Orlandi.

### Altro

#### Masseria Cardigliano
La Masseria Cardigliano, meglio conosciuta come Borgo Cardigliano-Greco si trova ubicata sulla cresta di una serra. Il complesso, costruito a partire dal 1927 come masseria-villaggio per la produzione del tabacco, consiste di una serie di edifici organizzati per funzioni diverse. Le abitazioni degli addetti ai lavori fronteggiano i vani per la lavorazione del tabacco e definiscono insieme lo spazio ad uso collettivo, dove due fontane sono simbolo dell'Acquedotto Pugliese; agrumeti, orti e vigneti si estendono a sud-ovest in un sistema di terrazze chiuse; le stalle, i depositi e i magazzini chiudono a sud il complesso, che termina invece a nord con il prospetto scenografico della chiesa.

### Siti archeologici

#### Frantoi ipogei
I frantoi ipogei costituiscono una monumentale testimonianza di architettura industriale e della vita sociale ed economica del Salento tra XV e XIX secolo. Queste grandi strutture ipogee furono realizzate sotto il livello del suolo per molteplici motivi. Tra i principali: la minore spesa dello scavo nel banco roccioso rispetto alla costruzione in alzato; la temperatura dell'ambiente sempre tiepida onde evitare la solidificazione dell'olio; la facilità dello scarico della materia prima in apposite aperture in superficie. Riqualificati negli ultimi anni, alcuni dei numerosi frantoi ipogei posti al di sotto delle stradine del centro storico, sono stati resi fruibili al pubblico. All'interno è possibile ancora ammirare le grandi macine in pietra, un tempo azionate dall'uomo o da una mula, i numerosi torchi per la spremitura, le vasche per la decantazione e di raccolta.

### Aree naturali

#### Serra Magnone
Serra Magnone (151 metri sul livello del mare) denomina il tratto di serra che più a sud prende il nome di Serra dei Peccatori e Serra dei Cianci, rispettivamente nel territorio di Specchia ed Alessano. La serra, quasi completamente coltivata ad ulivi ed organizzata in terrazzamenti su muretti a secco di contenimento, accoglie sulla cresta la Masseria del Monte, insediamento rurale con cappella dedicata a Sant'Antonio, risalente al XVII secolo, come riportato nell'incisione "HOC VILLA FUNDITUS CONSTRUCTA/ ET DOTATA FUIT TEMPORE GUARDIA/.ATUS....BONAVENTURA.../ A.D. 1604".

## Società

### Evoluzione demografica
Abitanti censiti

### Etnie e minoranze straniere
Al 31 dicembre 2017 a Specchia risultano residenti 56 cittadini stranieri. Le nazionalità principali sono:

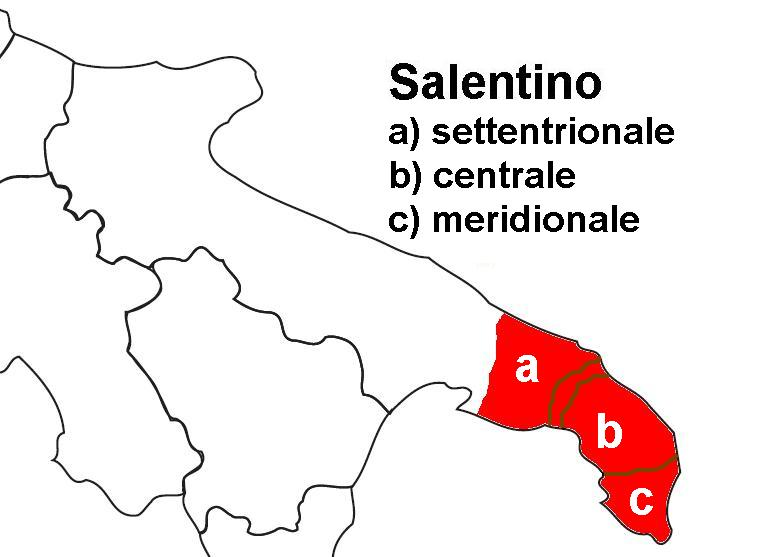
Diffusione del dialetto salentino

- Romania - 27

### Lingue e dialetti
Il dialetto parlato a Specchia è il dialetto salentino nella sua variante meridionale. Il dialetto salentino, appartenente alla famiglia delle lingue romanze e classificato nel gruppo meridionale estremo, si presenta carico di influenze riconducibili alle dominazioni e ai popoli stabilitisi in questi territori nei secoli: messapi, greci, romani, bizantini, longobardi, normanni, albanesi, francesi, spagnoli.

### Tradizioni e folclore
- Fiera della Candelora - 2 febbraio
- Festa e Fiera di San Nicola - 2ª domenica di maggio
- Festa e fiera della Madonna del Passo - 8,9,10 settembre
- Presepe Vivente nel Borgo Antico di Specchia - dal 25 dicembre al 6 gennaio.

## Cultura

### Istruzione

#### Biblioteca
Il Palazzo Risolo ospita una nuova biblioteca comunale e una mediateca multifunzionale per l'area euromediterranea. Tali progetti sono stati realizzati con il contributo del Consiglio internazionale del cinema, della televisione e della comunicazione audiovisiva presso l'UNESCO (CICT-UNESCO). Conserva al suo interno testi di cultura locale e nazionale.

#### Scuole
Nel comune di Specchia hanno sede una scuola dell'infanzia, una scuola primaria e una scuola secondaria di I grado appartenenti al locale Istituto Comprensivo Statale.

#### Musei
Il Museo di Specchia ripercorre un viaggio attraverso la storia del legame profondo fra l'uomo, la natura e l'energia. Al suo interno vengono sviluppate tre tematiche principali: la civiltà contadina, il bosco e le fonti rinnovabili.

### Media

#### Televisione
- Il giudice Mastrangelo (2005) di Enrico Oldoini.
- Il giudice Mastrangelo 2 (2007) di Enrico Oldoini.

### Cinema
- Sangue vivo (2000) di Edoardo Winspeare;
- Eccezzziunale... veramente - Capitolo secondo... me (2005) di Carlo Vanzina;
- La Santa (2013) di Cosimo Alemà;

## Infrastrutture e trasporti

### Strade
I collegamenti stradali principali sono rappresentati da:
- Strada statale 16 Adriatica, Lecce-Maglie
- Strada statale 275, Maglie-Santa Maria di Leuca

Il centro è anche raggiungibile dalla SS474 Miggiano-Taurisano e dalle strade provinciali interne: SP75 Specchia-Lucugnano-Tricase, SP76 Specchia-Presicce, SP77 e SP181 Specchia-Miggiano, SP242 Specchia-Alessano.

### Ferrovie
La cittadina è servita dalla stazione ferroviaria Miggiano-Specchia-Montesano posta sulla linea ferroviaria Zollino-Gagliano del Capo delle Ferrovie del Sud Est.

## Amministrazione
Di seguito è presentata una tabella relativa alle amministrazioni che si sono succedute in questo comune.
| Periodo         | Periodo         | Primo cittadino        | Partito                             | Carica      | Note   |
| --------------- | --------------- | ---------------------- | ----------------------------------- | ----------- | ------ |
| 6 giugno 1985   | 2 giugno 1990   | Antonio Lia            | Democrazia Cristiana                | Sindaco     | [ 18 ] |
| 2 giugno 1990   | 24 giugno 1993  | Antonio Lia            | Democrazia Cristiana                | Sindaco     | [ 18 ] |
| 24 giugno 1993  | 24 aprile 1995  | Giuseppe Ricchiuto     | Democrazia Cristiana                | Sindaco     | [ 18 ] |
| 24 aprile 1995  | 14 giugno 1999  | Aurelio Pizza          | centro-sinistra                     | Sindaco     | [ 18 ] |
| 14 giugno 1999  | 14 giugno 2004  | Antonio Lia            | centro                              | Sindaco     | [ 18 ] |
| 2 luglio 2004   | 4 dicembre 2008 | Antonio Lia            | centro-sinistra                     | Sindaco     | [ 18 ] |
| 4 dicembre 2008 | 8 giugno 2009   | Beatrice Agata Mariano |                                     | Comm. pref. | [ 18 ] |
| 8 giugno 2009   | 26 maggio 2014  | Antonio Biasco         | lista civica                        | Sindaco     | [ 18 ] |
| 26 maggio 2014  | 26 maggio 2019  | Rocco Pagliara         | lista civica: Una Specchia Di Tutti | Sindaco     | [ 18 ] |
| 26 maggio 2019  | 18 luglio 2020  | Alessandra Martinucci  | lista civica: Fare                  | Sindaco     | [ 18 ] |
| 18 luglio 2020  | 4 ottobre 2021  | Claudio Sergi          |                                     | Comm. pref. | [ 18 ] |
| 4 ottobre 2021  | in carica       | Anna Laura Remigi      | lista civica: Insieme si può        | Sindaco     | [ 18 ] |

## Sport

### Calcio
La principale squadra di calcio della città è l'A.S.D. ARMANDO PICCHI SPECCHIA che milita nel girone B magliese di 2ª Categoria. È nata nel 1970.